# Mari Konno
Mari Konno (紺野麻里?, Konno Mari; Tokyo, 18 maggio 1980) è un'ex cestista giapponese.

## Carriera
Con il Giappone ha disputato i Giochi olimpici di Atene 2004.